# ネオアサイア属
ネオアサイア属はグラム陰性の非芽胞形成偏性好気性桿菌。運動性はない。酢酸菌科に属し、基準種ネオアサイア・チェンマイエンシス一種のみが知られている。コザキア属と近縁。名称は新しいアサイア属を意味する。GC含量は59から63。
赤コショウの花から発見された。アサイア属とは異なりエタノールを酸化して酢酸を作ることができ、ある程度の酢酸存在下でも生育できる。ただし、酢酸を完全に酸化することはできない。糖を酸化して酸を作り出す能力はアサイア属に劣る。